# 이탈리아 왕국 (1805년~1814년)
이탈리아 왕국(이탈리아어: Regno d'Italia 레뇨 디탈리아[*])은 나폴레옹 보나파르트에 의해 이탈리아 북부에 세워진 국가이다. 1805년 3월 17일부터 1814년 4월 11일까지 존재했으며, 밀라노를 수도로 하였다. 나폴레옹이 몰락한 이후 없어진다. 나폴레옹이 대통령이었던 이탈리아 공화국이 1805년 3월 17일에 이탈리아 왕국으로 국호를 변경하였고 나폴레옹은 이탈리아의 왕으로 등극하였고, 외젠 드 보아르네를 총독으로 임명한다. 나폴레옹은 밀라노의 대성당에서 5월 26일에 대관식을 치렀다. 롬바르디아, 베네치아, 모데나 공국, 교황령의 일부, 사르데냐 왕국의 일부 등을 영토로 하였다. 이스트리아와 달마티아도 1805년부터 1809년까지 이탈리아 왕국의 영토에 포함되어 있었지만, 1809년에 일리리아 주로 프랑스 제국에 편입된다.

## 같이 보기
- 이탈리아의 국장